# Сандзено
Сандзѐно (на италиански: Sanzeno; на ладински: Sanzen, Сандзен) е община в Северна Италия, автономна провинция Тренто, автономен регион Трентино-Южен Тирол. Административен център на общината е село Банко (Banco), което е разположено на 641 m надморска височина. Населението на общината е 924 души (към 2018 г.).